# Chelem
Chelem är en ort i Mexiko.   Den ligger i kommunen Progreso och delstaten Yucatán, i den östra delen av landet, 1 000 km öster om huvudstaden Mexico City. Chelem ligger 2 meter över havet och antalet invånare är 3 509.
Terrängen runt Chelem är mycket platt. Havet är nära Chelem åt nordväst. Runt Chelem är det ganska tätbefolkat, med 139 invånare per kvadratkilometer. Närmaste större samhälle är Progreso de Castro, 8,3 km öster om Chelem.